# 博霍羅迪奇內
博霍羅迪奇內（羅馬化：Bohorodychne），又按俄语名译为博戈罗季奇诺耶，是乌克兰东部顿涅茨克州克拉馬托爾斯克區斯維亞托希爾斯克市鎮内的村莊。位於頓涅茨克河右岸，坐落於頓涅茨克州的邊界，距離哈爾科夫州僅5公里，距离頓涅茨克市中心约120（75英里）。

## 歷史
村莊建于17世紀，是聖山拉伏拉附近的定居點，1917年12月3日在德意志帝國的幫助下被烏克蘭人民共和國的部隊奪下，後來成爲烏克蘭國的一部分。
1941年10月28日，村莊在蘇德戰爭中被納粹德軍占領，後來在1943年5月5日被蘇軍奪回。

### 2022年俄羅斯入侵烏克蘭
俄羅斯入侵烏克蘭期间，博霍羅迪奇內多次遭到俄罗斯军队袭击，直至烏克蘭武裝部隊在9月11日東部大反攻期間收復此村莊以及在隔天（12日）收復附近的斯維亞托希爾斯克市之前，博霍羅迪奇內在烏俄雙方軍隊之間轉手多達14次。
7月11日，俄羅斯傀儡政權“卢甘斯克人民共和国”内政部长维塔利·基谢廖夫（Виталий Киселёв）声称村莊已經被卢甘斯克人民共和国和俄罗斯佔據，但这一说法并未得到证实。 
在2022年9月，法新社报道博霍羅迪奇內的居民已減少至兩名，基本上已經變爲死城。此外，烏克蘭武裝部隊奪回村莊後，村莊的教堂和其他的許多民房在俄羅斯軍隊的猛烈炮轟下被嚴重損毀。

## 村莊建築及風景
村莊位於斯維亞托山附近，斯維亞托山有“頓涅茨克瑞士”之美譽。頓涅茨河右岸被樹林覆蓋的山丘和左岸的松樹林為村莊創造了獨特的氣候。村莊附近有一個長約4公里的步道，沿途可清晰觀賞斯維亞托山一帶的美景。
1981年，由列昂尼德·布林設計和打造的“悲傷母親”紀念碑在村裏豎立。紀念碑高4.5米，由花崗岩碎片和鋼筋混凝土建成。

## 備注
1. ↑  俄语：，羅馬化：Bogorodichnoye

## 外部鏈接
- Погода в селі Богородичне （页面存档备份，存于）（乌克兰語）